# Saint-Bonnet-de-Four

Saint-Bonnet-de-Four este o comună în departamentul Allier din centrul Franței. În 1 ianuarie 2022 avea o populație de 223 de locuitori.